# 13128 Aleppo
13128 Aleppo este un asteroid din centura principală de asteroizi.

## Descriere
13128 Aleppo este un asteroid din centura principală de asteroizi. A fost descoperit pe 12 august 1994 la Observatorul La Silla de Eric Walter Elst. Asteroidul prezintă o orbită caracterizată de o semiaxă mare de 2,38 ua, o excentricitate de 0,17 și o înclinație de 6,0° în raport cu ecliptica.